# Brunnsjön (Grytnäs socken, Dalarna)
Brunnsjön är en sjö i Avesta kommun i Dalarna och ingår i Dalälvens huvudavrinningsområde. Sjön är 3,4 meter djup, har en yta på 0,0785 kvadratkilometer och är belägen 100,6 meter över havet. Sjön avvattnas av vattendraget Svedieån.

## Delavrinningsområde
Brunnsjön ingår i det delavrinningsområde (667998-152105) som SMHI kallar för Inloppet i Kärven. Medelhöjden är 134 meter över havet och ytan är 11,85 kvadratkilometer. Det finns inga avrinningsområden uppströms utan avrinningsområdet är högsta punkten. Svedieån som avvattnar avrinningsområdet har biflödesordning 3, vilket innebär att vattnet flödar genom totalt 3 vattendrag innan det når havet efter 126 kilometer. Avrinningsområdet består mestadels av skog (71 procent) och jordbruk (12 procent). Avrinningsområdet har 0,58 kvadratkilometer vattenytor vilket ger det en sjöprocent på 4,9 procent.